# Heiner Fleischmann
Heiner Fleischmann (* 2. Februar 1914 in Amberg; † 25. Dezember 1963 in München) war ein deutscher Motorradrennfahrer der Vor- und Nachkriegszeit.
Fleischmann fuhr hauptsächlich auf der Marke NSU. 1939 wurde er Europameister der 350-cm³-Klasse auf einer Dreizylinder-DKW.
1951 trat er vom Rennsport zurück, um sich seiner Frau und seinen drei Kindern sowie seinem Hotel in Amberg zu widmen. Er starb am Ersten Weihnachtsfeiertag 1963 an den Folgen einer schweren Operation in München.
Sein älterer Bruder Toni war ebenfalls Motorradrennfahrer.

## Statistik

### Erfolge
- 1936 – Deutscher 350-cm³-Meister auf NSU
- 1937 – Deutscher 350-cm³-Meister auf NSU
- 1939 – Deutscher 350-cm³-Meister auf NSU
- 1939 – 350-cm³-Europameister auf DKW
- 1950 – Deutscher 350-cm³-Meister auf NSU

### Rennsiege
(gefärbter Hintergrund = Europameisterschaftslauf)
| Jahr | Klasse  | Maschine | Rennen                          | Strecke                  |
| ---- | ------- | -------- | ------------------------------- | ------------------------ |
| 1936 | 350 cm³ | NSU      | Internationales Solitude-Rennen | Solitude                 |
| 1936 | 350 cm³ | NSU      | Hockenheimer Motorradrennen     | Hockenheimer Dreieck     |
| 1936 | 350 cm³ | NSU      | Rund um Schotten                | Schottenring             |
| 1937 | 350 cm³ | NSU      | Eilenriederennen                | Eilenriede               |
| 1937 | 350 cm³ | NSU      | AVUS-Rennen                     | AVUS                     |
| 1937 | 350 cm³ | NSU      | Internationales Solitude-Rennen | Solitude                 |
| 1937 | 350 cm³ | NSU      | Hockenheimer Motorradrennen     | Hockenheimer Dreieck     |
| 1937 | 350 cm³ | NSU      | Rund um Schotten                | Schottenring             |
| 1937 | 500 cm³ | NSU      | Rund um Schotten                | Schottenring             |
| 1937 | 350 cm³ | NSU      | Schleizer Dreieckrennen         | Schleizer Dreieck        |
| 1937 | 500 cm³ | NSU      | Schleizer Dreieckrennen         | Schleizer Dreieck        |
| 1937 | 350 cm³ | NSU      | Marienberger Dreieckrennen      | Marienberger Dreieck     |
| 1938 | 350 cm³ | NSU      | Kurpfalzrennen                  | Kurpfalzring             |
| 1939 | 350 cm³ | NSU      | Eilenriederennen                | Eilenriede               |
| 1939 | 350 cm³ | NSU      | Eifelrennen                     | Nürburgring-Nordschleife |
| 1939 | 350 cm³ | DKW      | Großer Preis von Frankreich     | Reims                    |
| 1939 | 350 cm³ | DKW      | Großer Preis von Schweden       | Saxtorp                  |
| 1947 | 350 cm³ | NSU      | Rundstreckenrennen Hockenheim   | Hockenheimring           |
| 1947 | 350 cm³ | NSU      | Eifelpokal                      | Nürburgring-Südschleife  |
| 1950 | 350 cm³ | NSU      | Eilenriederennen                | Eilenriede               |
| 1950 | 500 cm³ | NSU      | Eilenriederennen                | Eilenriede               |
| 1950 | 350 cm³ | NSU      | Mai-Pokal                       | Hockenheimring           |
| 1950 | 350 cm³ | NSU      | Solitude-Rennen                 | Solitude                 |
| 1950 | 500 cm³ | NSU      | Solitude-Rennen                 | Solitude                 |
| 1950 | 350 cm³ | NSU      | Rund um Schotten                | Schottenring             |
| 1950 | 350 cm³ | NSU      | Dieburger Dreiecksrennen        | Dieburger Dreieck        |
| 1950 | 350 cm³ | NSU      | Sachsenring-Rennen              | Sachsenring              |
| 1950 | 500 cm³ | NSU      | Sachsenring-Rennen              | Sachsenring              |
| 1950 | 350 cm³ | NSU      | Hamburger Stadtparkrennen       | Hamburger Stadtpark      |
| 1950 | 350 cm³ | NSU      | Grenzlandring-Rennen            | Grenzlandring            |
| 1950 | 500 cm³ | NSU      | Grenzlandring-Rennen            | Grenzlandring            |

## Verweise